# حوزه انتخابیه شانزدهم تگزاس
حوزه انتخابیه شانزدهم تگزاس یک حوزه انتخابیه مجلس نمایندگان آمریکا است که در ایالت تگزاس قرار دارد.